# Viljandi
Viljandi (in tedesco: Fellin, in polacco Felin) è una città dell'Estonia meridionale, capoluogo della contea di Viljandimaa; conta circa ventimila abitanti. Sorge lungo le rive del fiume Valouja ed è conosciuta per le rovine del suo castello, posto a sud del centro cittadino e fondato dai Cavalieri Portaspada. 
La città era l'antica sede della Chiesa evangelica luterana estone.

## Ubicazione

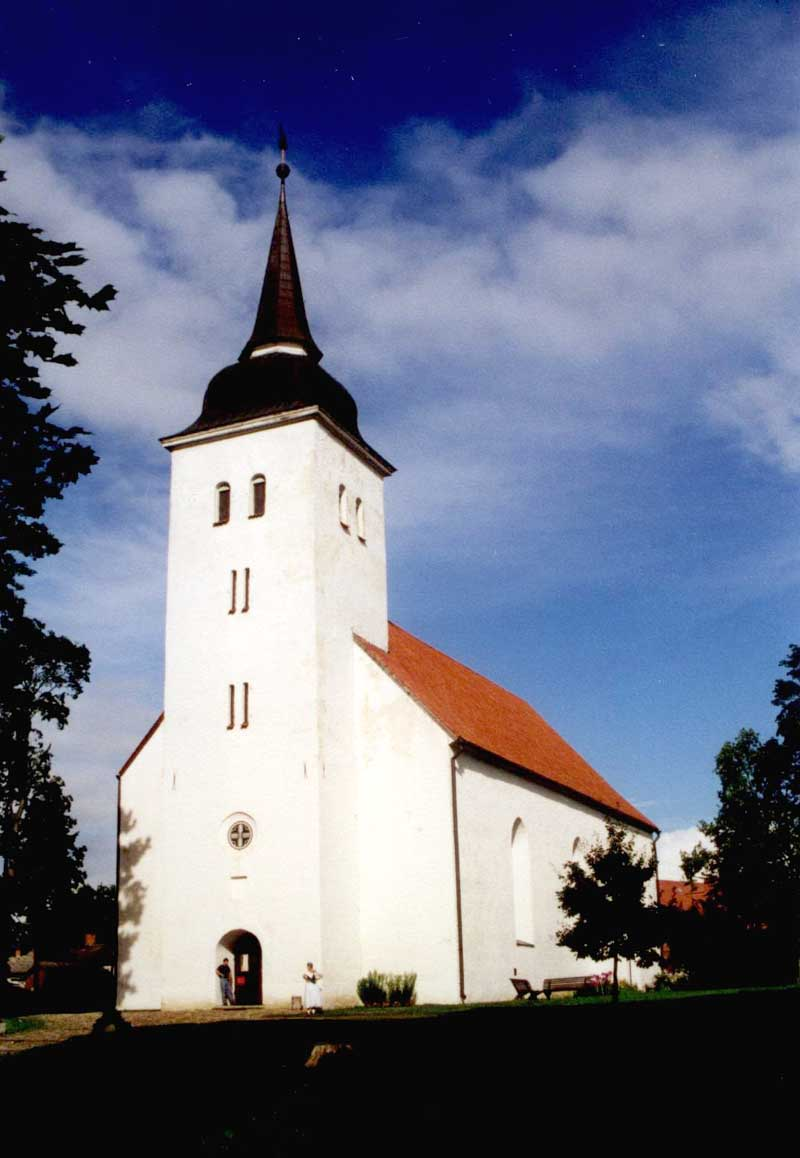
La chiesa principale di Viljandi

Viljandi si affaccia su una caratteristica vallata al centro del quale si trova il Lago di Viljandi. Questa città costituisce un'ottima base per coloro che desiderano inoltrarsi nelle bellezze naturali del Parco Nazionale di Sooma o rilassarsi negli agriturismi sparsi nella campagna. Il minuscolo centro di Viljandi, caratterizzato da un insieme di edifici del XIX secolo è gradevole da girare a piedi, in un'atmosfera di altri tempi.

## Localizzazione e collegamenti
La cittadina si trova a 160 chilometri a sud di Tallinn, lungo la strada che porta verso Valga, quest'ultima sul confine lettone. Viljandi e collegata con Tallinn, Pärnu e Valga per mezzo di treni e autobus giornalieri. Il viaggio dura da un'ora a tre.

## Amministrazione

### Gemellaggi
- Ahrensburg
- Eslöv
- Frostburg
- Győr
- Härnösand
- Kretinga
- Porvoo
- Ternopil
- Valmiera
- Ludwigslust

## Sport

### Calcio
La città vanta un club che milita in Meistriliiga, il massimo campionato calcistico estone, il Tulevik Viljandi.

## Voci correlate

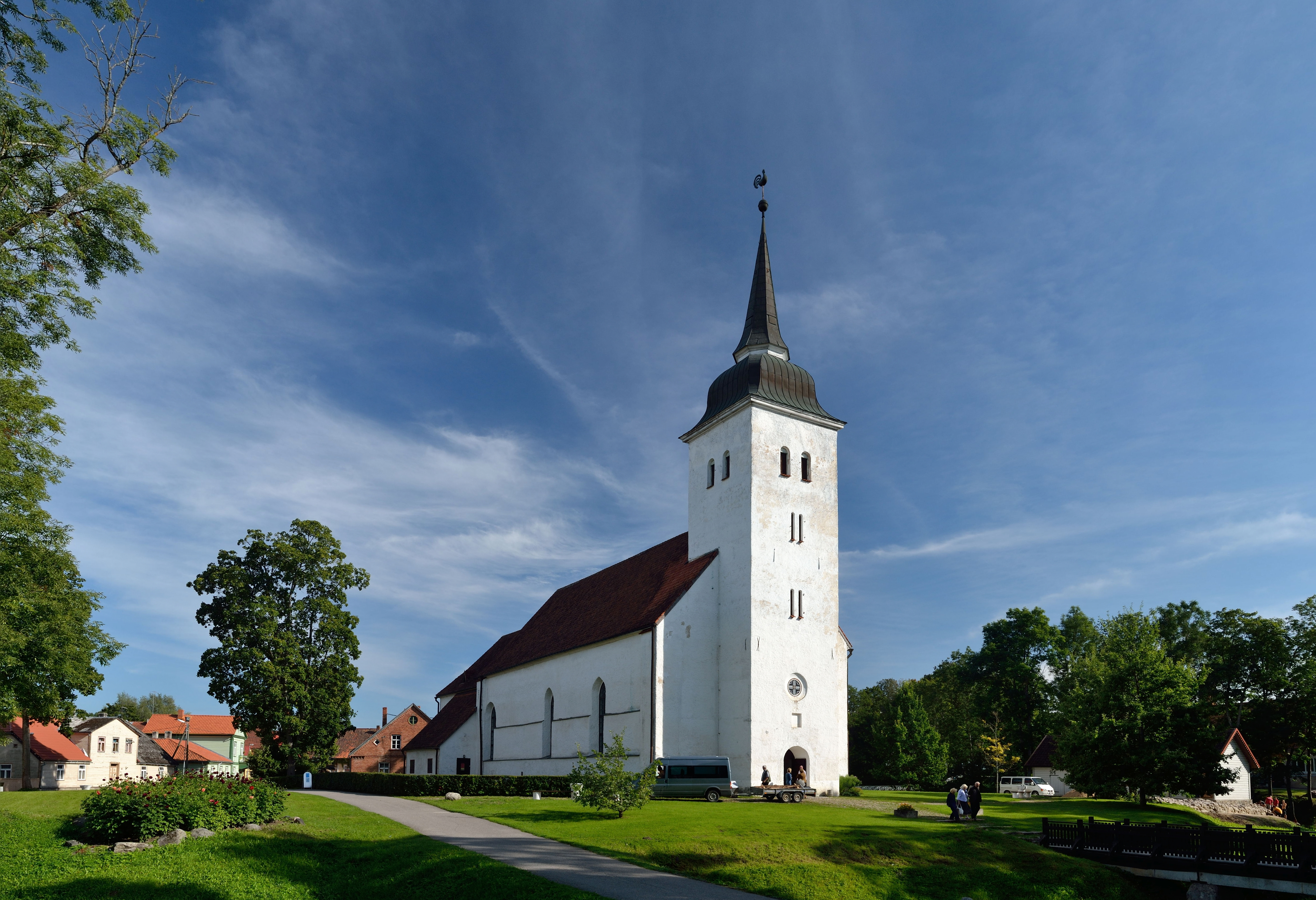
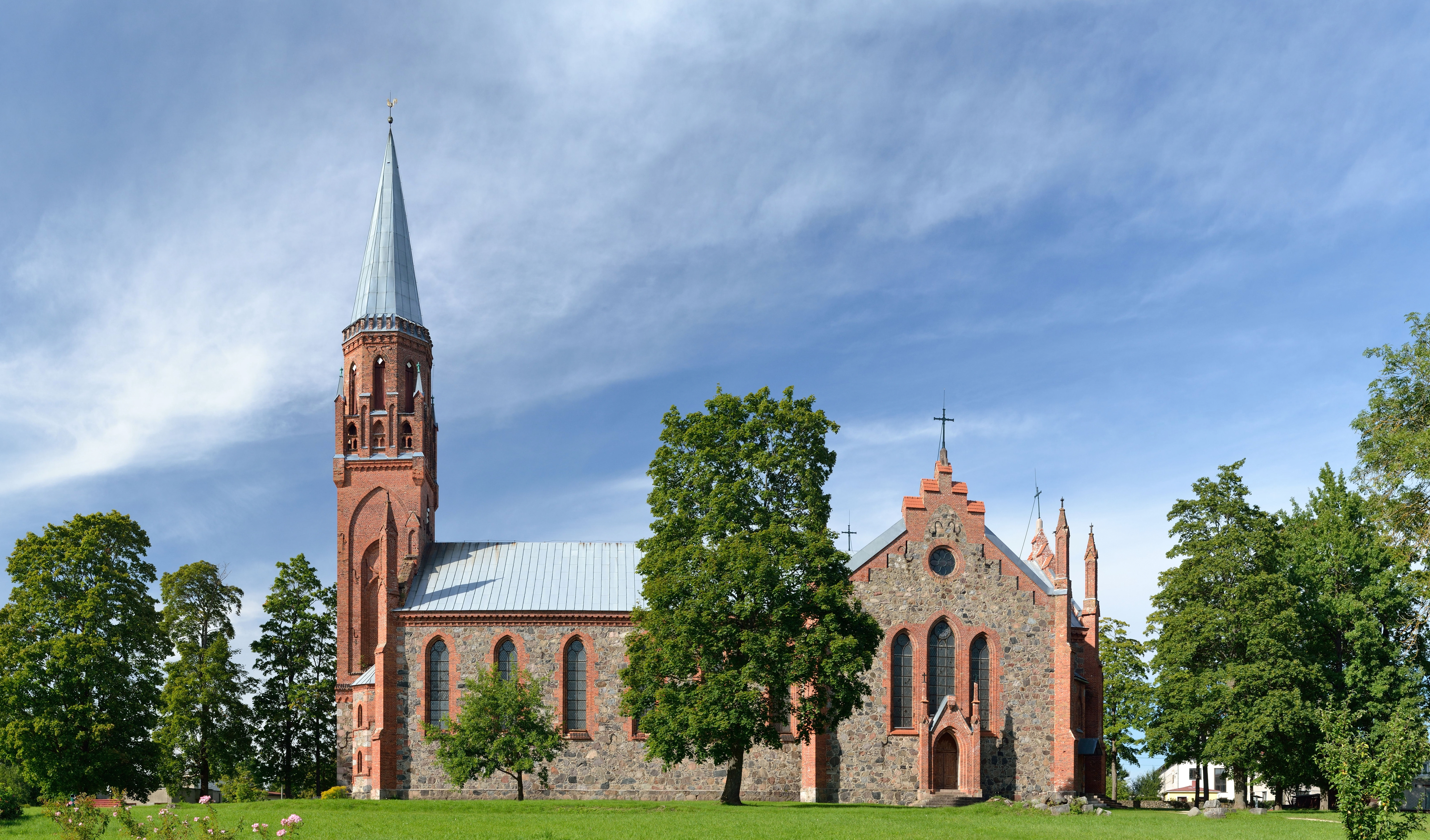
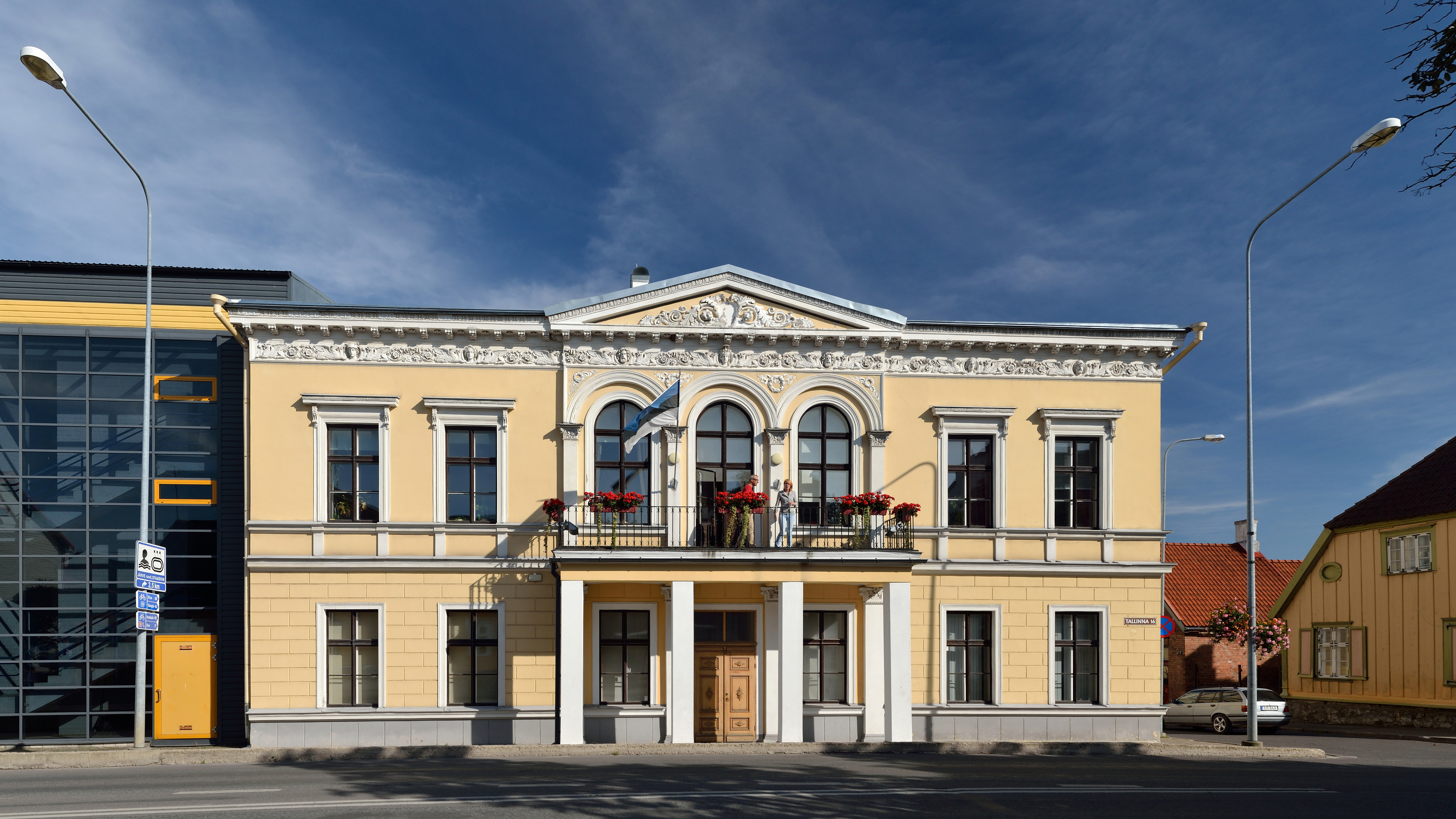
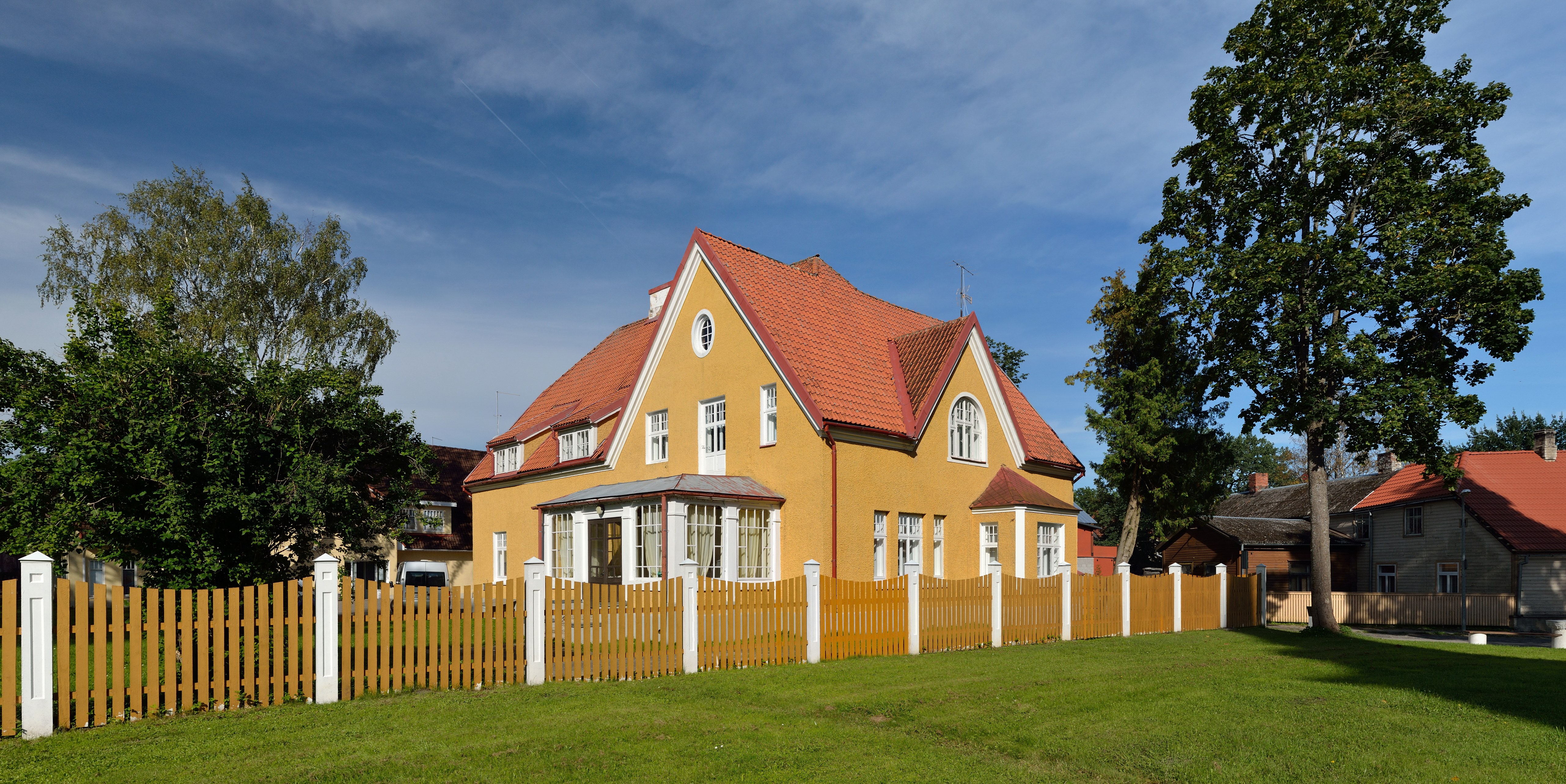